# (9380) Mâcon
(9380) Mâcon ist ein Asteroid des Hauptgürtels, der am 17. August 1993 vom belgischen Astronomen Eric Walter Elst am Observatoire de Calern (IAU-Code 010) nördlich von Grasse entdeckt wurde.
Der Asteroid ist Mitglied der Koronis-Familie, einer Gruppe von Asteroiden, die nach (158) Koronis benannt ist.
(9380) Mâcon wurde am 2. April 1999 nach Mâcon benannt, einer am rechten Ufer der Saône gelegenen Stadt im Burgund, die im 3. Jahrhundert v. Chr. durch den keltischen Stamm der Äduer (Häduer) unter dem Namen Matisco gegründet wurde und 1790 Hauptstadt des neu geschaffenen Départements Saône-et-Loire wurde.